# Wilhelm Althaus
Wilhelm Emil Otto Franz Althaus (* 9. Juli 1899 in Berleburg, Provinz Westfalen; † 8. Februar 1980 in Berlin) war ein deutscher Schauspieler bei Bühne und Film und ein Schauspiellehrer.

## Leben und Wirken
Der Sohn des Arztes Wilhelm Althaus und seiner Frau Rudolphe, geb. von Kranz, hatte in den 1920er-Jahren bis zur Promotion ein Studium absolviert und kam erst spät, gegen Ende der Weimarer Republik, zum Theater. Mit Beginn der 1930er-Jahre wirkte er am Stadttheater Teplitz-Schönau, wo er in der Spielzeit 1931/32 auch Stücke inszenieren durfte. Später erhielt Althaus nur noch selten Festengagements, wie etwa Ende desselben Jahrzehnts, als er kurz vor Ausbruch des Zweiten Weltkriegs dem Sommertheater in Oeynhausen angehörte. Zu dieser Zeit wurde er auch als Sprecher und Rezitator eingesetzt.
Im Krieg sah man ihn zuletzt 1942 auch an Berlins Theater der Jugend und am Theater Unter den Linden. Nach 1945 konzentrierte sich Althaus vor allem auf die Arbeit als Bühnen- bzw. Schauspiellehrer. Zwischen 1938 und 1942 wirkte Althaus überdies mit kleinen Rollen in mehreren Filmen – oftmals als Offizier – mit, während er nach dem Krieg kaum mehr vor die Kamera trat und auch mit Festengagements am Theater nicht mehr nachzuweisen ist.

## Filmografie
- 1938: Heimat
- 1938: Pour le Mérite
- 1939: Drei Unteroffiziere
- 1939: Zwölf Minuten nach Zwölf
- 1939: Das Gewehr über
- 1939: Zwielicht
- 1940: Wunschkonzert
- 1940: Blutsbrüderschaft
- 1941: Sechs Tage Heimaturlaub
- 1942: Die große Liebe
- 1943: Perpetuum mobile (Kurzdokumentarfilm)
- 1952: Postlagernd Turteltaube
- 1967: Heinrich IV. (Fernsehfilm)